# Lumnitzera
Lumnitzera és un gènere de plantes amb flor de la família Combretaceae.

## Descripció
Són arbres que creixen als manglars, preferentment als baixos de marea fangosos de la conca Indo-Pacífica. El nom del gènere, Lumnitzera, prové del botànic alemany Stephan Lumnitzer (1750-1806).
Lumnitzera és un dels tres gèneres de mangles de la família Combretaceae, els altres són Laguncularia i Conocarpus.

## Taxonomia
N'hi ha dues espècies d'aspecte similar però que es diferencien fàcilment a causa del color de les flors:
- Lumnitzera littorea
- Lumnitzera racemosa